# L'ultima battaglia (film 1914)
L'ultima battaglia è un film muto italiano del 1914 diretto da Baldassarre Negroni.